# Hemlig rumsavlyssning i Sverige
Hemlig rumsavlyssning, även buggning, är officiellt tillåtet i Sverige vid förundersökning om brott under förutsättning att det rör vissa som grova bedömda brott, allt enligt lagen (2007:978) om hemlig rumsavlyssning. Hemlig rumsavlyssning är vad som i dagligt språkbruk kallas buggning, som innebär att ta del av tal i enrum, samtal mellan andra eller förhandlingar vid sammanträden eller annan sammankomst som allmänheten inte har tillträde till.
Med grova brott anses i denna lag brott där föreskrivet straff är fängelse lägst fyra år. Även vid andra brott där "det kan antas" att brottets straffvärde överstiger fängelse i fyra år kan hemlig rumsavlyssning användas. Dessa brott är 
- människohandel enligt 4 kap. 1 a § brottsbalken[2]
- våldtäkt enligt 6 kap. 1 § första eller andra st brottsbalken[3]
- grovt sexuellt tvång enligt 6 kap. 2 § tredje st brottsbalken[4]
- våldtäkt mot barn enligt 6 kap. 4 § första eller andra st brottsbalken[5]
- grovt sexuellt övergrepp mot barn enligt 6 kap. 6 § andra st brottsbalken[6]
- grovt utnyttjande av barn för sexuell posering enligt 6 kap. 8 § tredje st brottsbalken[7]
- grovt koppleri enligt 6 kap. 12 § tredje st brottsbalken[8]
- grov utpressning enligt 9 kap. 4 § andra st brottsbalken[9]
- grovt barnpornografibrott enligt 16 kap. 10 a § fjärde st brottsbalken[10]
- grovt övergrepp i rättssak enligt 17 kap. 10 § andra st brottsbalken[11]
- grovt narkotikabrott enligt 3 § narkotikastrafflagen (1968:64)[12] eller
- grov narkotikasmuggling enligt 6 § tredje st lagen (2000:1225) om straff för smuggling.[13]

Även om det inte rör fullbordat brott utan brottet ligger på förberedelsestadiet eller gått till försök eller någon stämplar för brott och det "med hänsyn till omständigheterna kan antas att gärningens straffvärde överstiger fängelse i fyra år" kan buggning få användas.
Kriterierna som ställts upp är att
- någon är misstänkt
- åtgärden är av synnerlig vikt för förundersökningen
- skälen för åtgärden uppväger det intrång eller men som den innebär för den misstänkte, det vill säga att proportionalitetsprincipen ska tillämpas.[15]

Hemlig rumsavlyssning avser i allmänhet i den misstänktes bostad. Ska avlyssningen ske på annan plats får den endast ske om det finns synnerlig anledning att anta att den misstänkte kommer att uppehålla sig där. Avlyssning får inte ske av platser där de som verkar där i allmänhet har tystnadsplikt såsom advokater, läkare eller präster och liknande. Exempel på sådana platser är:
- advokatkontor
- vårdmottagningar
- biktstol
- massmedieredaktioner

Före installationen av de tekniska hjälpmedlen fordras tillstånd. Alla tillstånd eller medgivande till hemlig rumsavlyssning meddelas av tingsrätt efter ansökan av åklagare. Ett beslut att tillåta hemlig rumsavlyssning ska innehålla uppgifter om vem som är skäligen misstänkt för brottet samt den plats tillståndet gäller. Om tillståndet innehåller ett särskilt tillstånd att få tillträde till platsen för att installera tekniska hjälpmedel ska det anges särskilt i beslutet.
Den som är eller har varit misstänkt för brott ska underrättas om hemlig rumsavlyssning som han eller hon har utsatts för.
Rättens beslut i frågor om hemlig rumsavlyssning får verkställas omedelbart.